# Xã Keating, Quận McKean, Pennsylvania
Xã Keating (tiếng Anh: Keating Township) là một xã thuộc quận McKean, tiểu bang Pennsylvania, Hoa Kỳ. Năm 2010, dân số của xã này là 3.021 người.